# Exoneura turneri
Exoneura turneri is een vliesvleugelig insect uit de familie bijen en hommels (Apidae). De wetenschappelijke naam van de soort werd voor het eerst geldig gepubliceerd in 1914 door Theodore Dru Alison Cockerell.